# Thomas Voß

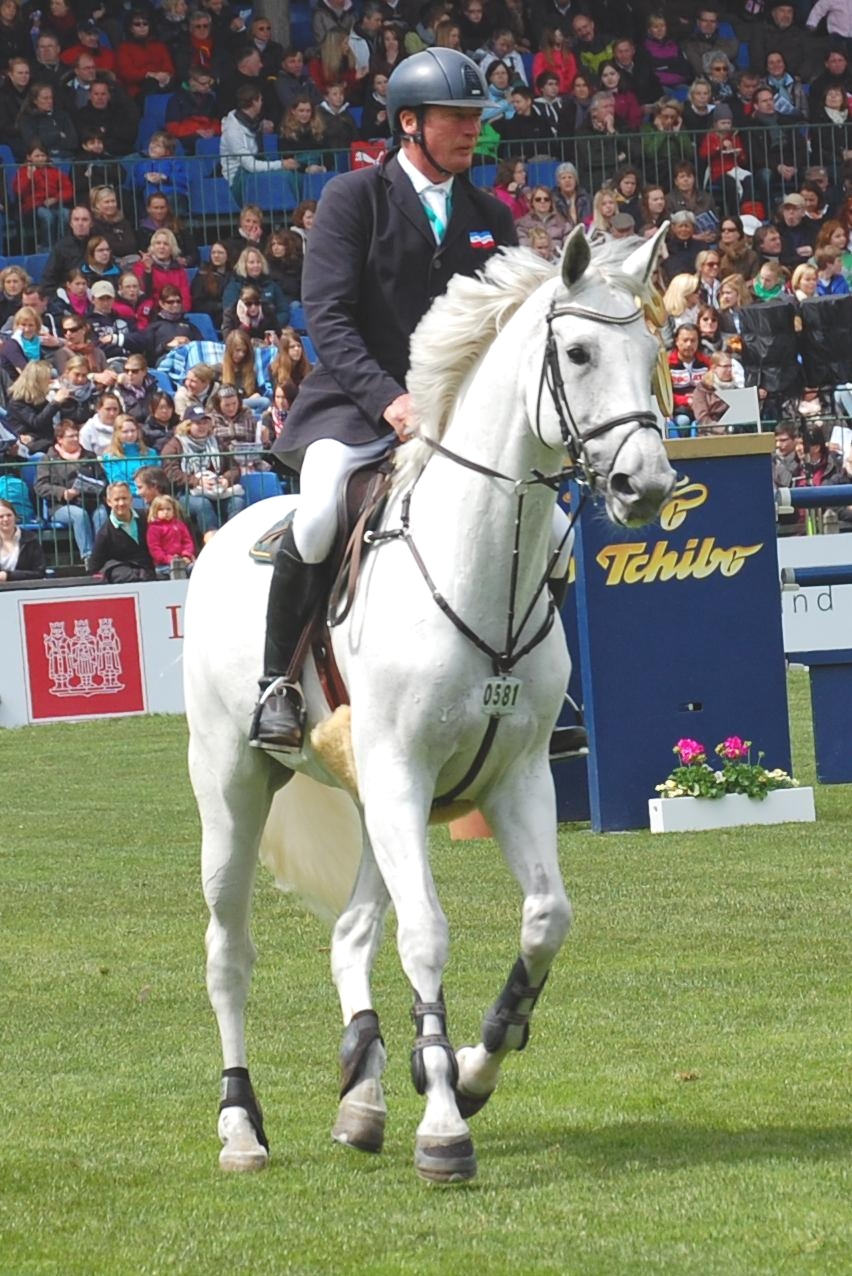
Thomas Voß mit Carena beim Championat von Hamburg, CSI 5* Hamburg 2012

Thomas Voß (* 25. Oktober 1958) ist ein deutscher Springreiter.

## Leben
Voß reitet schon seit langem auf internationalen Niveau. Mit dem Schimmelhengst Carolus H belegte er 1997 den fünften Platz im Deutschen Springderby in Hamburg. Mit Clinton H wurde er 2001 Vierter bei den Deutschen Meisterschaften, seine beste Platzierung bisher bei diesem Wettbewerb. Im selben Jahr belegte er mit Clinton H Platz 13 beim Weltcupfinale.
Einen Karrierehöhepunkt erlebte er mit dem Holsteiner Wallach Leonardo B. Mit diesem gewann er im Jahr 2007 die Großen Preise von Neumünster, Altenhof, Redefin, Paderborn und Frankfurt (Main) sowie im Folgejahr den Großen Preis von Hamburg. In dieser Zeit bestritt er mit Leonardo B auch mehrere Nationenpreise siegreich mit der deutschen Mannschaft, so in Dublin (2006 und 2007) und Calgary (2007).
Im Jahr 2011 kehrte er mit dem Holsteiner Hengst Carinjo in den internationalen Sport zurück. Beide gewannen die Großen Preise von Verden und Tschernjachowsk und waren mit der Mannschaft in den Nationenpreisen von Falsterbo und Rotterdam siegreich. Sein bislang größter Erfolg ist der zweite Platz im Großen Preis von Aachen im Jahre 2012 auf Carinjo.
Eine Woche vor den Olympischen Spielen 2012 fiel Philipp Weishaupts Pferd Monte Bellini krankheitsbedingt aus, daraufhin rückte die Ersatzreiterin Meredith Michaels-Beerbaum in die Mannschaft nach. Zeitgleich wurde Thomas Voß mit Carinjo als neues Ersatzpaar benannt.
Thomas Voß wohnt in Schülp b. Nortorf.

## Pferde

### Ehemalige Erfolgspferde
- Clinton H (* 1994, Zuchtname Clinton II), Holsteiner Schimmelhengst, Vater: Carolus I, Muttervater: Calypso II, nach Voß von Song Sang-Wuk, Ariana Azcarraga und Alois Pollmann-Schweckhorst geritten[5][6]
- Leonardo B (* 1995), brauner Holsteiner Wallach, Vater: Loran, Muttervater: Sympatico, Züchter: Karl-Heinz Brinkop, nach Voß von Kendra Claricia Brinkop geritten[7]
- Carinjo (* 2001), brauner Holsteiner Hengst, Vater: Cascavelle, Muttervater: Landgraf I, im  August 2012 an den Sponsor von Patrice Delaveau verkauft[8][9][10]